# Veliuona
Veliuona (in samogitico Veliouna, in polacco Wielona; in tedesco Wehlonen) è un centro abitato del distretto di Jurbarkas della contea di Tauragė, nell'ovest della Lituania. Secondo il censimento nazionale del 2011, la popolazione ammonta a 726 abitanti. L'insediamento è situato negli immediati pressi del fiume Nemunas ed è il centro principale dell'omonima seniūnija.

## Storia
Veliuona, conosciuta anche come Junigeda, viene menzionata per la prima volta nel 1291 nella cronaca di Pietro di Duisburg ed è principalmente conosciuta perché luogo di sepoltura del granduca Gediminas. Una vecchia chiesa costruita da Vitoldo il Grande nel 1421 fu ricostruita e poi ampliata nel 1636. Tra il 1501 e il 1506 Veliuona ottenne il diritto di Magdeburgo dal granduca di Lituania e re di Polonia Alessandro Jagellone.
Nel XVIII secolo Veliuona finì per rientrare nei possedimenti del principe Józef Poniatowski, mentre nel XIX secolo alla famiglia Zalewski. Nel luglio del 1941, un Einsatzgruppen composto da soldati tedeschi e collaborazionisti lituani si rese responsabile dell'uccisione di una cinquantina di ebrei residenti nell'insediamento in esecuzioni di massa.

## Galleria d'immagini

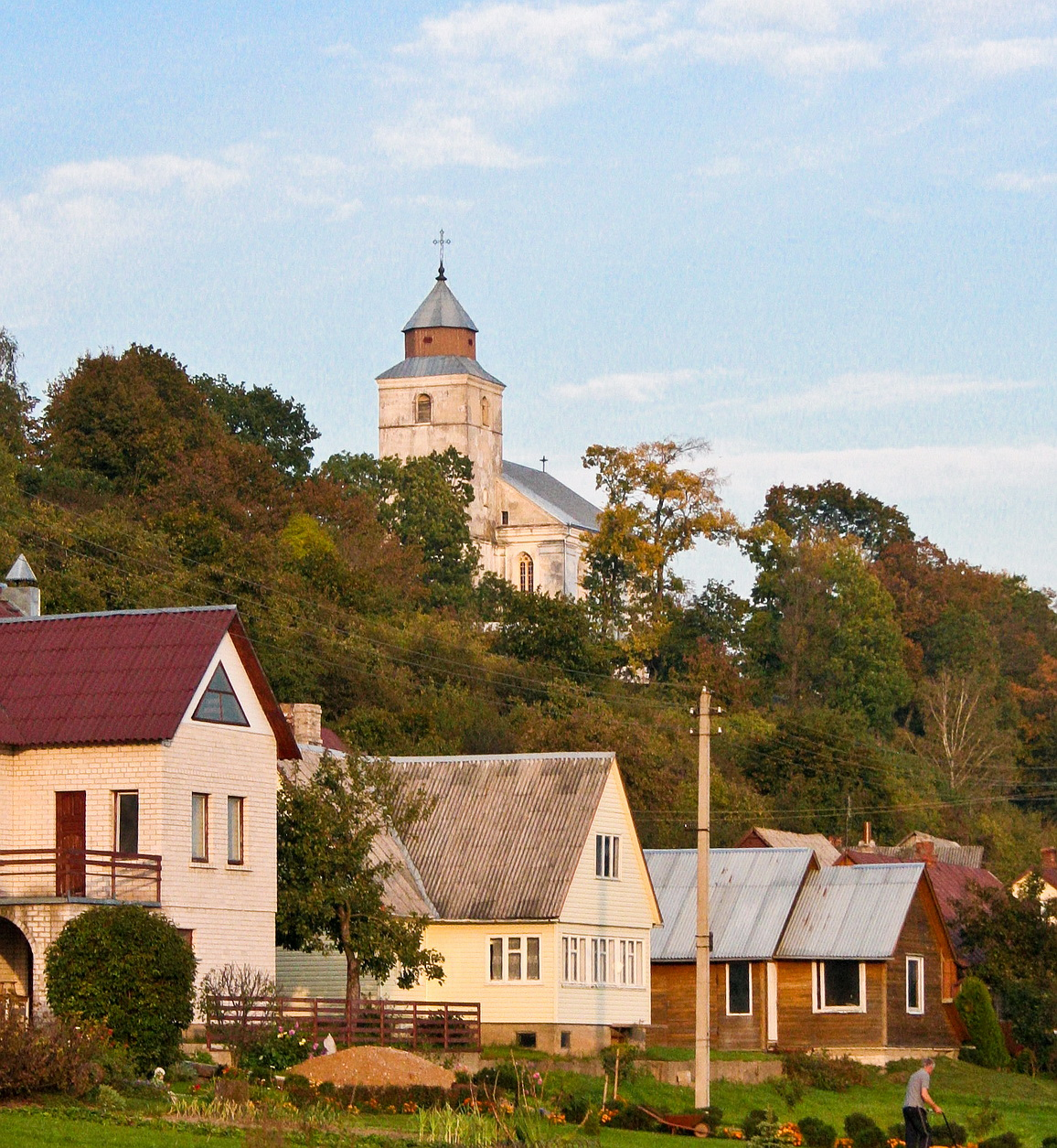
Veliuona vista da ovest
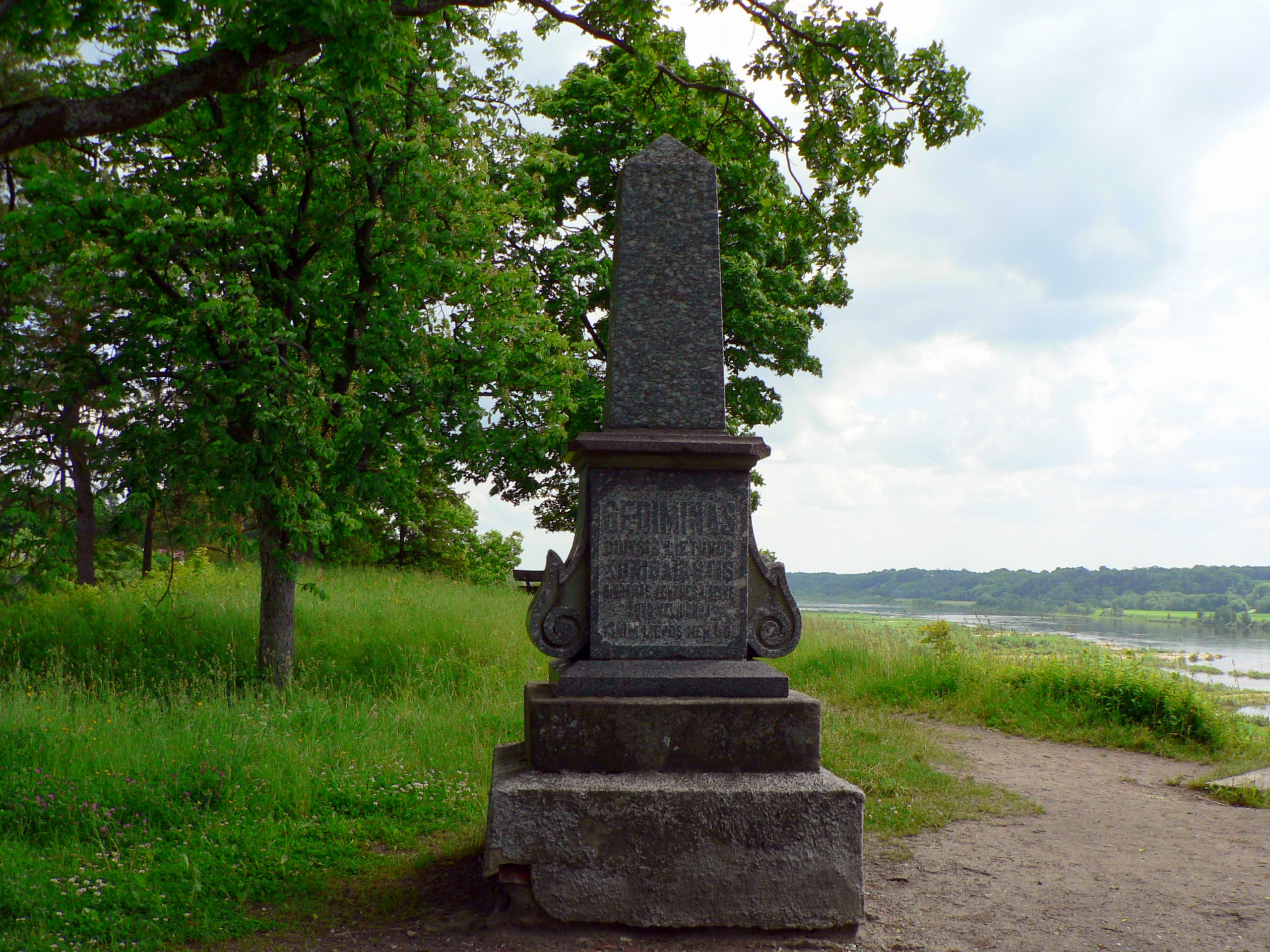
Lapide commemorativa dedicata a Gediminas
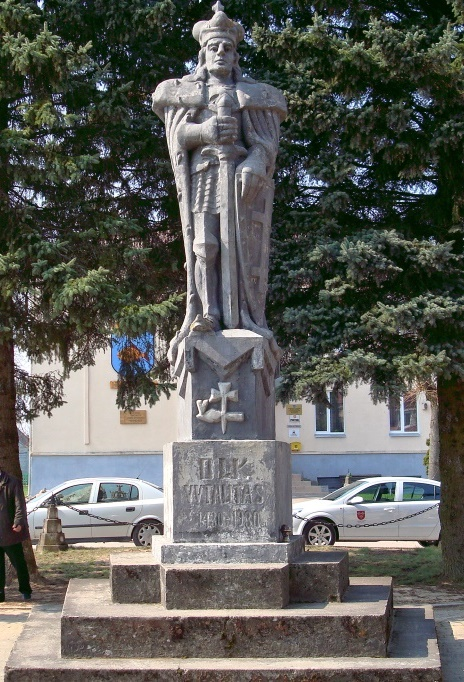
Monumento dedicato a Vitoldo il Grande
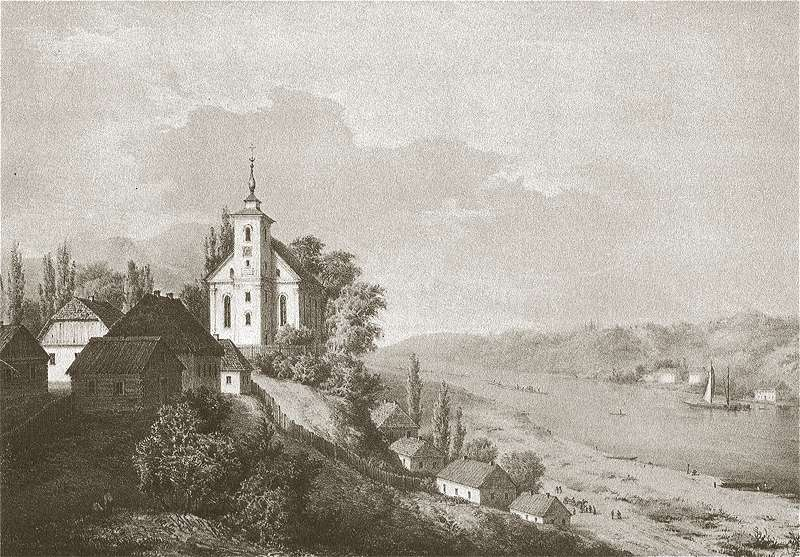
Veliuona nel XIX secolo